# Congresso della Repubblica (Guatemala)
Il Congresso della Repubblica di Guatemala (in spagnolo: Congreso de la República de Guatemala) è il parlamento monocamerale della Repubblica del Guatemala.

## Composizione e poteri
Il Congresso del Guatemala è composto da 160 deputati, aventi mandato quadriennale. Essi rappresentano il popolo e compongono il potere legislativo del paese, esercitato appunto dall'Assemblea, la quale ha, oltre al compito di legiferare, quello di controllare e mettere sotto accusa il presidente e di redigere il bilancio statale.